# Open Arms
Die Open Arms ist ein Schiff, das von der Nichtregierungsorganisation Proactiva Open Arms im Mittelmeer zwischen Malta und Libyen für die Rettung von in Seenot geratenen Migranten und Flüchtlingen eingesetzt wird. Davor wurde es als  Schlepper eingesetzt. Das Schiff fährt unter spanischer Flagge, Heimathafen ist Bilbao.

## Beschreibung
Der von Cintranaval-Defcar entworfene Schlepper wurde 1974 als einer von drei baugleichen Schleppern für die Compañía de Remolcadores Ibaizaba in Getxo gebaut. Der Antrieb erfolgt durch einen Deutz-Dieselmotor des Typs RBV12M350.

## Geschichte
Das Schiff wurde aufgrund der humanitären Notlage und zahlreicher Ertrinkender im Zusammenhang mit der Einwanderung über das Mittelmeer in die EU Anfang 2017 von Proactiva Open Arms erworben und zur Seenotrettung eingesetzt.
Am 16. März 2018 hatte das Schiff etwa 70 bis 75 Seemeilen nördlich der libyschen Küste 218 Migranten und Flüchtlinge aus Schlauchbooten gerettet. Bei dieser Rettungsaktion weit in internationalen Gewässern wurde die Besatzung von der libyschen Küstenwache mit Schusswaffen bedroht, die an Bord befindlichen Flüchtlinge herauszugeben. Die Besatzung der Open Arms weigerte sich, da Libyen keine Sicherheit garantieren könne. Das MRCC Rom verweigerte daraufhin seinerseits mit Hinweis auf die Libyer die Entsendung eines italienischen Küstenwachschiffs oder sonstiger Schiffe zur Übernahme der Geretteten. Zwei Tage lang durfte die Open Arms auf dem Mittelmeer keinen Hafen anfahren. Anschließend wurde den Spaniern schließlich aufgrund zweier akuter medizinischer Notfälle ein Anlanden im Fährhafen von Pozzallo (Sizilien) erlaubt. Die Staatsanwaltschaft Catanias beschlagnahmte hier das Rettungsschiff – ähnlich wie bereits im Jahr zuvor die Iuventa im Hafen von Lampedusa. Daraufhin wandten sich 29 Hochschulexperten für internationales Recht an die Öffentlichkeit, da sie darin einen italienischen Verstoß gegen internationales Seerecht und gegen Völkerrecht sahen. Das Schiff wurde am 16. April 2018 auf gerichtliche Anordnung wieder freigegeben, da Proactiva richtig gehandelt habe, weil Libyen nicht als sicherer Ort für die Rückführung von Migranten und Flüchtlingen gilt. Die staatsanwaltlichen Ermittlungen gegen die Besatzung werden fortgesetzt.
Am 2. August 2019 hatte die Proactiva Open Arms mit der Open Arms insgesamt 123 Migranten bei zwei Einsätzen gerettet. 55 Menschen, zum überwiegenden Teil aus Eritrea, hatte man am 1. August vor der libyschen Küste an Bord genommen, weitere 68 am nächsten Tag. Italienische Behörden erteilten zunächst keine Erlaubnis zum Anlanden der Personen. 39 Migranten und Flüchtlinge kamen einige Tage später hinzu. Am 15. August teilte der damalige Ministerpräsident Giuseppe Conte mit, das Deutschland, Frankreich, Luxemburg, Portugal, Rumänien und Spanien die Personen aufnehmen wollen.
Ein Angebot Spaniens, die Balearen anzulaufen, lehnte der Kapitän ab. Gründer Óscar Camps, erklärte, die Besatzung sei mit einer mehrtägigen Fahrt nach Spanien überfordert und man könne nicht für die Sicherheit der Passagiere garantieren. Nachdem mehrere zuvor aufgenommene Migranten an der Ankerposition der Open Arms über Bord gesprungen waren, um schwimmend das nahe Lampedusa zu erreichen, ordnete die italienische Staatsanwaltschaft am 20. August an, die Menschen an Land zu bringen. Das Schiff wurde durch die Staatsanwaltschaft wegen des Verdachts der Freiheitsberaubung und des Amtsmissbrauchs beschlagnahmt, um die Befehlskette zu klären, die das Rettungsschiff wochenlang daran hinderte, in Lampedusa anzulegen. Die Staatsanwaltschaft warf dem ehemaligen italienischen Innenminister Matteo Salvini vor, jenseits seiner Befugnisse die geretteten Migranten auf dem Rettungsschiff festgehalten zu haben. Die Immunität Salvinis wurde Ende Juli 2020 aufgehoben, um einen Prozess in Palermo zu ermöglichen.
Am 11. Januar 2020 nahmen die Aktivisten bei zwei Rettungseinsätzen 118 Personen auf. Erst am 14. Januar wurde dem Rettungsschiff ein sicherer Hafen in Italien zugewiesen.
Seit dem 27. Januar 2020 nahmen die Aktivisten mehrere Gruppen von Migranten vor der libyschen Küste aus Seenot auf. Geleitet durch die Alarm-Phone-Initiative, wurden auf dem Schiff insgesamt 363 Migranten aufgenommen, die zuvor per Telefon von Notlagen berichtet hatten. Eines der Boote konnte trotz Hilfeanruf nur von Aktivisten der Piloteninitiative mit dem Flugzeug Moonbird aufgespürt werden. Die Besatzung der Open Arms wollte mit Verweis auf knappe Vorräte zunächst Malta anlaufen, was aber verweigert wurde. Letztlich erklärte sich Italien am 2. Februar bereit die Migranten in Sizilien von Bord gehen zu lassen.
Zwischen dem 8. und 10. September rettete die Open Arms insgesamt 273 Menschen von mehreren Booten, die versuchten von Libyen nach Europa zu kommen. Nachdem die Einfahrt in den Hafen von Palermo verweigert wurde, sprangen am 17. September 76 Menschen aus Verzweiflung ins Meer und am 18. September 48 Menschen. Sie wurden von der italienischen Küstenwache gerettet. 140 Menschen durften auf die GNV Allegra, ein für Covid-19-Quarantäne vorbereitetes Schiff, gebracht werden. Ein fünfzehnjähriger kranker und dehydrierter Junge, der zweieinhalb Wochen in Quarantäne festgehalten wurde, starb wegen unzureichender medizinischer Versorgung. Die italienische Staatsanwaltschaft ermittelte.
Im August 2023 setzten italienische Behörden die Open Arms und die die Sea-Eye 4 fest. 
Die Sea-Eye 4 hatte bei mehreren Einsätzen zuvor 114 Migranten an Bord genommen und die Open Arms 195 Migranten. 
Die Open Arms darf den Hafen von Carrara (Toskana) für 20 Tage nicht verlassen. Deren Betreiber sollen eine Geldbuße von 10.000 € zahlen. Die Sea Eye 4 darf den Hafen Salerno für 20 Tage nicht verlassen und der Verein soll 3.333 € zahlen.
Am 15. März 2024 erreichte die Open Arms mit Lebensmitteln und Trinkwasser in Zusammenarbeit mit der Hilfsorganisation World Central Kitchen, die Küste Palästinas. Die Fahrt gilt als Pilotprojekt für eine bessere Versorgung der notleidenden Zivilbevölkerung auf dem Seeweg im Gazakrieg gegen die Hamas.